# 6847 Kunz-Hallstein
6847 Kunz-Hallstein è un asteroide areosecante. Scoperto nel 1977, presenta un'orbita caratterizzata da un semiasse maggiore pari a 2,3213423 UA e da un'eccentricità di 0,2880212, inclinata di 24,62793° rispetto all'eclittica.